# 徐河俊
徐河俊（韓語：서하준，1989年9月19日—），本名孫鍾秀，韓國男演員。

## 演藝經歷
高中時，因為看了舞台劇《獅子王》，被演員哭著謝幕的畫面感動，隔天便報名了表演學院，決定要成為一名演員。在臉書上被星探挖掘而收到模特兒經紀公司的簡訊，一開始以為是詐騙簡訊，後來加入該經紀公司，到香港當了三個月的模特兒，但由於語言不通，加上外婆過世，母親身體也不太好，結束模特兒工作，重新回到韓國發展演藝事業。
在拍攝出道作品MBC《歐若拉公主》期間，應編劇要求，將個人資料實際出生年份1989年，改為與戲中角色薛雪熙同樣的出生年份1987年，直到電視劇結束才公開真正的年齡。
2014年1月，加入SBS《叢林的法則》在婆羅洲的拍攝。
2015年6月19日，韓國多家媒體報導指出徐河俊於近日因不服與前經紀公司合約糾紛之3億韓元罰款判決而提起上訴，受法院駁回後並無履行未繳清之剩餘罰金，遭到韓國娛樂管理協會暫停其演藝活動。徐河俊3月起與前經紀公司因合約產生糾紛，演員方面表示與前經紀公司代表間沒有專屬契約，同時亦無任何違反合約之行為，惟公司方面並未按規定給付其勞務所應當獲得之報酬，因而申請仲裁。
2015年11月，徐河俊與前經紀公司就合約糾紛圓滿調解，以12月上映電影《Goodbye and Hello》及2016年1月播出SBS晨間連續劇《我女婿的女人》重啟演藝活動。

## 演出作品

### 電視劇
| 年份 | 電視臺 | 劇名               | 角色             | 備註       |
| 2013 | MBC    | 歐若拉公主         | 薛雪熙           | 第25集加入 |
| 2014 | SBS    | 就要相愛           | 金太陽           |            |
| 2016 | SBS    | 我女婿的女人       | 金賢泰／金民秀   |            |
| 2016 | MBC    | 獄中花             | 朝鮮明宗         | 第15集加入 |
| 2019 | SBS    | 想品嚐一下味道嗎？ | 李珍尚           |            |
| 2020 | SBS    | 火鳥2020           | 徐正民／徐正仁   |            |
| 2022 | MBC    | 秘密之家           | 禹智煥           |            |
| 2023 | MBC    | 天空的因緣         |                  | 特別演出   |
| 2024 | KBS2   | 無血無淚           | 傑斯•李 / 李俊慕 | 第44集加入 |

### 電影
| 年份 | 劇名              | 角色   | 備註               |
| 2015 | Goodbye and Hello | 李道完 | 原劇名「呼喚大海」 |

### 舞台劇
| 年份 | 劇名     | 角色   | 備註             |
| 2008 | 死亡詩社 |        | 又名「春風化雨」 |
| 2008 | 馬克白   |        |                  |
| 2009 | 凱薩大帝 |        |                  |
| 2014 | 浪漫滿屋 | 李英宰 |                  |
| 2014 | 咖啡因   | 姜智閔 |                  |

### MV
| 年份 | 歌名     | 演唱者 | 備註 |
| 2012 | 24個比利 | 潘瑋柏 |      |
| 2013 | 火愛     | 趙冠宇 |      |

### 綜藝節目
| 播出日期               | 電視臺      | 節目名稱             | 備註                                                    |
| 2014年1月9日           | KBS         | Happy Together       | 與金成均、韓周完 閔都凞（Tiny-G）、秀彬（Dal★Shabet）   |
| 2014年2月28日－5月2日  | SBS         | 叢林的法則           | 婆羅洲篇                                                |
| 2014年5月28日－6月11日 | K-STAR      | Friends in Macau     | 與李己雨、顯祐                                          |
| 2015年1月18日          | SBS         | Running Man          | 花美男單戀報告書 EP230 與洪宗玄、崔泰俊、徐康俊、南柱赫 |
| 2015年3月14日－3月21日 | JTBC        | 我獨自戀愛中         | 與寺田拓哉（CROSS GENE）                                |
| 2016年10月16日         | MBC         | 神秘音樂秀：蒙面歌王 |                                                         |
| 2016年12月6日          | MBC every 1 | Video Star           | 與禹智元、KCM、路雲（SF9）、張瑛蘭                      |
| 2017年7月18日          | MBC every 1 | Video Star           |                                                         |

## 音樂作品
| 年份   | 收錄專輯                  | 曲名              | 備註     |
| 2013年 | 《歐若拉公主 OST Part.3》 | 想活下去          | 與吳昶錫 |
| 2015年 | 《Goodbye and Hello OST》 | Goodbye and Hello |          |

## 獎項
| 年度 | 大獎               | 獎項                              | 作品     | 結果 |
| 2014 | SBS演技大賞        | 新星賞                            | 就要相愛 | 獲獎 |
| 2016 | 第九屆韓國電視劇獎 | 男子新人賞                        | 獄中花   | 獲獎 |
| 2016 | MBC演技大賞        | 最佳情侶賞（與陳世娫）            | 獄中花   | 提名 |
| 2016 | MBC演技大賞        | 特別企劃部門 男子優秀演技賞       | 獄中花   | 獲獎 |
| 2022 | MBC演技大獎        | 短篇劇與日日劇部門 男子優秀演技獎 | 秘密之家 | 獲獎 |

## 爭議
2016年12月，一段名為「徐河俊自慰短片」於韓國社交網站流傳，片段中男子一絲不掛把玩下體洩慾長達9分鐘，神情銷魂，網民憑男子的頸鏈和手鏈懷疑徐河俊為片中男主角。對此經紀公司本來指要確認片段真偽才回應，及後卻沒有發表任何官方立場。而演員本人並無做出相關回應，並將社交平台轉為私人帳戶。
而在事隔6個月後，2017年7月17號左右，徐河俊首次在節目（Video Star）中承認，該自慰影片中的人正是自己，更被調侃氣息不錯。

## 外部連結
- Daum Cafe （页面存档备份，存于）
- 徐河俊的Instagram帳戶